# Жан Дюжарден
Жан Дюжарде́н (фр. Jean Dujardin; 19 червня 1972; Рюей-Мальмезон, О-де-Сен, Іль-де-Франс, Франція) — французький комік, актор, сценарист та режисер. Володар призу за найкращу чоловічу роль на 64-му Каннському кінофестивалі, премії «Золотий глобус» (у категорії «Найкраща чоловіча роль — комедія або мюзикл»), та Оскара за найкращу чоловічу роль у фільмі "Артист".

## Перші кроки на телебаченні
Народився у 1972 р. Після того, як закінчив ліцей, почав працювати слюсарем та майстром дзеркальних справ. Має ступінь бакалавра за напрямом «Філософія — пластичні мистецтва». Після навчання пішов в армію. Під час військової служби відкрив у собі талант актора, а після демобілізації переїхав до Парижа, де виступав у барах та невеликих театрах. Через деякий час організував оркестр «La Bande du Carré Blanc» з коміками Бруно Саломоном, Еріком Колладо, Еріком Массо та Еммануелем Жукла. Пізніше компанія стала називатися «Nous C Nous». Вони роблять концерти та пародії, записують диск. Шоу-гурт став відомий завдяки програмі Патріка Себастьяна на каналі France 2. У період між 1997 та 1998 рр. «Nous C Nous» працювали на М6. Після цього Жан Дюжарден разом з Бруно Саломоном роблять невеликі комічні ескізи для каналу France 2.

У 1997–1998 рр. Жан тричі перемагає у популярній передачі «Зірковий пил» у категорії «комік».

Успіх прийшов до Жана після виходу телесеріалу «Хлопець та дівчина» («Un gars, une fille»), де Дюжарден зіграв у парі з Александрою Ламі, з якою одружився 2009 р. У серіалі актор грав 5 сезонів — з жовтня 1999 р. до червня 2003 р. Успіх «Хлопця та дівчини» був бурхливий. Жан здобув декілька премій, у тому числі Еммі.

## Кінокар'єра
З 2001 р. Дюжарден вирішив зніматись у кіно. Він зіграв продавця екслюзивного взуття у комедії «Якби я був багатий» («Ah! Si j'étais riche»). У 2003 р. Жан виконав роль комісара Лоренцо у стрічці «Всі дівчата божевільні» («Toutes les filles sont folles»). Цього самого року актор зіграв головну роль у фільмі «Сімейка Роуз» («Bienvenue chez les Rozes»).
Пізніше два фільми — «Весілля» («Mariages!» — 2004 р.) режисера Валері Гіньабодета «Бріс Надзвичайний» («Brice de Nice», 2005 р.) режисера Джеймса Хута, де Дюжарден використав образ, який вигадав десять років тому. У «Брісі Надзвичайному» актор спробував себе як сценарист і співак, виконавши саундтрек «Le Casse de Brice». Стрічки стали хітами французького прокату. «Бріса Надзвичайного» переглянули понад 4 мільйонів кіноманів. Дюжардена офіційно визнали одним з найкращих коміків Франції.
Окрім комедій, актор перейшов і до інших жанрів. У 2004 р. він з'явився у детективному фільмі «Інкасатор» («Le convoyeur») разом з Альбером Дюпонтелем. У 2005 р. зіграв у костюмованій драмі «Не зарікайся!» («Il ne faut jurer… de rien!»), де події відбуваються у Парижі 30-х років XIX століття.

## Французький Джеймс Бонд

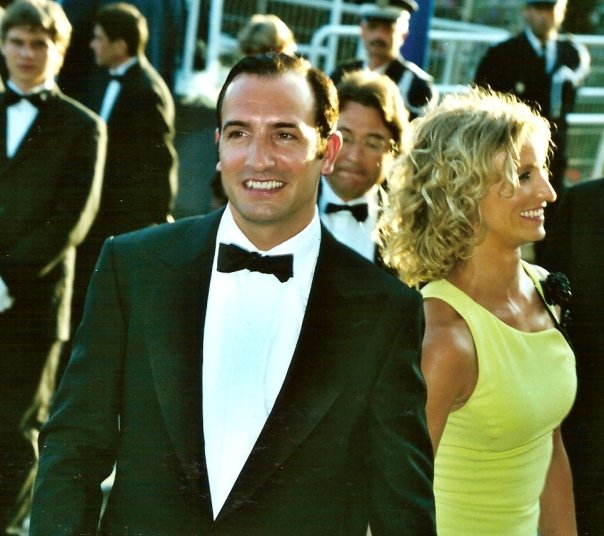
Із Александрою Ламі на Каннському кінофестивалі 2005 року

У 2006 р. режисер Мішель Азанавічус знімає пригодницьку та пародійну комедію «Агент 117: Каїр: шпигунське гніздо» («OSS 117: Le Caire nid d'espions»). Жан грає роль шпигуна Юбера Бонісьора де ля Бат. Ця ностальгічна комедія принесла Дюжардену великий успіх, його почали впізнавати не лише у Франції, а й у всій Європі, навіть у США. Фільм увійшов у десятку найкасовіших фільмів Франції 2006 р., його подивились 2,3 млн осіб.
У 2007 р. актор отримує свою першу премію — одну з найпрестижніших у сфері кінематографу — «Сезар» за найкращу чоловічу роль.
У 2009 р. режисер «Агента 117: Каїр: шпигунське гніздо» Мішель Азанавічус запропонував Жану знятись у сіквелі «Агент 117: Місія у Ріо» («OSS 117: Lost in Rio»). Фільм теж був дуже популярним, навіть успішнішим, ніж перший, його подивилось 2,4 мільйони глядачів. Тим часом у Європі взагалі стрічку сприйняли прохолодно.
У 2009 р. Дюжарден підписав контракт з Азанавічусом на зйомки ще в п'яти фільмах про Агента 117. Стрічки про французького шпигуна популярні майже настільки, як про Джеймса Бонда.

## Спростування образу коміка
Але Жан Дюжарден хоче спробувати себе не лише у комедійних ролях. У 2007 р. він знімається у трилері «Зустрічне розслідування» («Contre-enquete»), де грає поліцейського Рішара Маліновськи, який намагається розкрити вбивство своєї доньки. Фільм заснований на оповіданні американця Лоуренса Блока — класика літератури таємниць та злочинів. Також «Зустрічне розслідування» — режисерський дебют Франка Манкусо.
У 2007 р. Дюжарден знімається у сатиричній комедії — пародії на рекламний бізнес «99 франків» («99 francs»). Фільм — екранізація книги французького письменника Фредеріка Бегбедера. Головним героєм бестселеру є сам автор. Режисер Ян Кунен запросив Жана на роль Октава, бо той дуже схожий на самого Бегбедера. Екранізацію назвали дуже близькою до стилю письменника та відзначали гарну гру Дюжардена.
У 2007 р. він став продюсером та режисером серії коротких програм Palizzi, у головній ролі з Арсеном Москою.
У 2008 р. вийшли кримінальна комедія «Відчайдушні шахраї» («Ca$h»), де актор знявся з Жаном Рено. Зворушлива драма «Людина та її собака» («Un homme et son chien») режисера Франсіса Юстера вийшла у стилі артхаус. Тут Дюжарден зіграв разом з Жаном-Полем Бельмондо, якого завжди вважав своїм кумиром.
У 2009 р. актор зіграв головну роль у комедійному вестерні «Щасливчик Люк» («Lucky Luke»). Стрічка стала екранізацією французьких коміксів у дусі «Астерікс та Обелікс».
У драматичній комедії «Шурхіт кубиків льоду» («Le bruit des glaçons», 2010 р.) Жан розповідає історію письменника, який дізнається, що хворий на рак. У цьому ж році грає агента з нерухомості Марка у стрічці «Балкон з видом на море» («Un balcon sur la mer»).

## Золота пальмова гілка
У 2011 р. вийшов чорно-білий німий фільм Мішеля Азанавічуса «Артист» («Artist»).
«Артист» — стилізація під чорно-білі німі фільми 20-х років. Герої стрічки — відомий актор німого кіно Джордж Валентайн та скромна статистка Пеппі Міллер. З народженням звукового кіно кар'єра Джорджа закінчується, а для Пеппі відкриваються нові можливості.
За цю роль 22 травня 2011 р. журі Канського фестивалю присудило Дюжардену премію «За найкращу чоловічу роль». На фестивалі пару Дюжардена з дружиною визнали однією з найкрасивіших.
На початку 2011 р. журнал Paris Match опублікував список найбільш високооплачуваних французьких акторів 2010 р. Жан Дюжарден посів друге місце. Він заробив 2,3 мільйони євро.
Навесні 2011 р. Жан Дюжарден вирішив спробувати себе як повноцінний режисер. Фільм «Невірні» буде складатись з декількох короткометражек, кожну з яких знімуть різні кінорежисери: Жан Дюжарден, Жиль Лелюш, Ніколь Гарсіа, Гійом Кане та Ерік Лартіго. Історії будуть присвячені чоловічій невірності. Одну з ролей зіграє дружина Жана — Олександра. Фільм має вийти у лютому 2012 р.

## Фільмографія

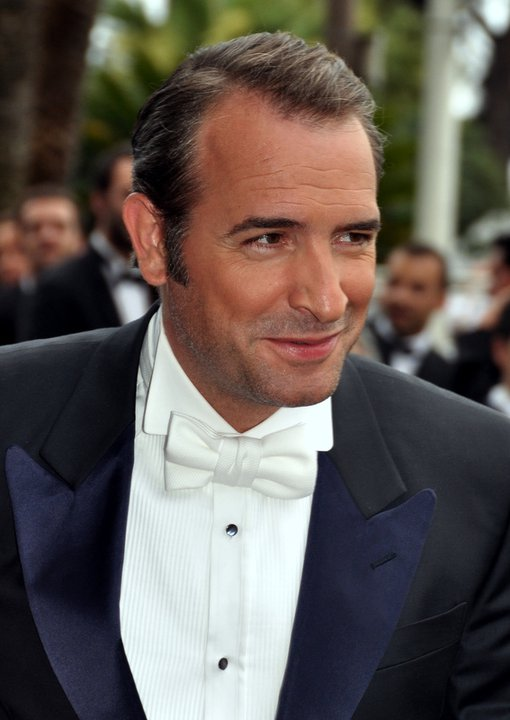
Жан Дюжарден на Каннському фестивалі 2011 року

##### Актор
- Farce attaque (серіал) (1998)
- Хлопець та дівчина (серіал) (1999–2002)
- Якщо б я був багатим (2002)
- À l'abri des regards indiscrets (2002)
- Всі дівчата божевільні (2003)
- Сімейка Роуз (2003)
- Ключі від машини (2003)
- Інкасатор (2004)
- Весілля (2004)
- Неймовірна четвірка (2004)
- Rien de grave (2004)
- Життя Мішеля Мюллера чарівніше від вашого (2005)
- Бріс Надзвичайний (2005)
- Кохання на трьох (2005)
- Не зарікайся (2005)
- Агент 117: Каїр — шпигунське гніздо (2006)
- Зустрічне розслідування (2007)
- Чортів мобільний (2007)
- Двоє на гойдалках (ТБ) (2007)
- Шукаю нареченого з оплатою всіх витрат (2007)
- 99 франків (2007)
- Відчайдушні шахраї (2008)
- Чоловік та його собака (2008)
- Агент 117: Місія в Ріо (2009)
- Щасливчик Люк (2009)
- Шурхіт кубиків льоду (2010)
- Маленькі секрети (2010)
- Балкон з видом на море (2010)
- Артист (2011)
- Belmondo, itinéraire… (ТБ) (2011)
- Вовк з Уолл-стріт (2013)
- Мебіус (2013)
- Мисливці за скарбами (2014)
- Він плюс вона (2015)
- Кохання не за розміром (2016)
- Сахара (2017, озвучення)
- Красивий бізнес (2018)
- Замша (2019)
- Агент 117: З Африки з любов'ю (2021)

##### Сценарист
- Farce attaque (серіал) (1998)
- Хлопець та дівчина (серіал) (1999–2002)
- Бріс Надзвичайний (2005)
- Щасливчик Люк (2009)

##### Режисер
- Невірні (2012)